# Bikovec
Bikovec falu Horvátországban, Varasd megyében. Közigazgatásilag  Máriasócszentgyörgyhöz tartozik.

## Fekvése
Varasdtól 10 km-re nyugatra, községközpontjától Máriasócszentgyörgytől 1 km-re keletre a Zagorje hegyeinek keleti lábánál, a Drávamenti-síkság szélén enyhén dombos vidéken fekszik. Közelében halad el a Varasdot Ivanecen és Lepoglaván át Zágrábbal összekötő 35-ös főút.

## Története
A maruševeci uradalom részeként évszázadokig a Vragovicsok voltak a birtokosai. Miután 1716-ban Vragovics Ferenc Ádám fiú örökös nélkül halt meg, a birtokot Csernkovácsi Kristóf  zágrábi alispán és a báni testőrség kapitánya örökölte. Miután, ő már a következő évben, 1717-ben, Zrínynél elesett a török elleni harcokban, Maruševec a Pásztory család tulajdonába került, ezután a Kanotayaké, majd a Patacsichoké lett. A Patacsichok 1817-ig voltak Maruševec tulajdonosai, amikor a család utolsó férfi tagja is meghalt. Ezután gyakran változtak a tulajdonosai. 1873-ban Simbschen bárótól egy porosz gróf, Schlippenbach Artúr, majd özvegyétől 1883-ban Csalineccel Pongrátz Oszkár vásárolta meg. 
1857-ben 220, 1910-ben 344 lakosa volt. 1920-ig Varasd vármegye Ivaneci járásához tartozott. 
2001-ben 66 háza és 228 lakosa volt, egyike a község legkisebb településeinek.

## Külső hivatkozások
- A község hivatalos oldala
- A község információs portálja